# A Time for Justice
A Time for Justice é um filme-documentário em curta-metragem estadunidense de 1994 dirigido e escrito por Charles Guggenheim e Dan Sturman. Venceu o Oscar de melhor documentário de curta-metragem na edição de 1995.